# Amicale de Niamey
Die Amicale de Niamey war eine Kultur- und Sportorganisation in Niger. Sie ist besonders für die nationale Theatergeschichte des 20. Jahrhunderts von Bedeutung.

## Geschichte
Die Wurzeln der Organisation liegen in der École normale William Ponty, der Schule für die einheimischen Eliten von Französisch-Westafrika. Dort kamen die Schüler in den 1930er Jahren mit der klassischen französischen Theatertradition in Berührung, vor allem mit den Komödien von Molière. Die Amicale de Niamey – französisch für „(freundschaftliche) Vereinigung von Niamey“ – wurde 1940 von ehemaligen Schülern aus Niger als Theatergruppe gegründet. Sie war anfangs stark von den europäischen Kolonialverwaltern und der kleinen nigrischen Elite geprägt. Hamani Diori und Djibo Bakary, später die prägenden Figuren der staatlichen Unabhängigkeit Nigers, leiteten 1942 die Sportabteilung der Amicale.
Im Jahr 1955 übernahm Barkiré Alidou von Zada Niandou die Leitung der Organisation, die er bis zu deren Auflösung innehatte. Alidou war ein hoher Funktionär der Nigrischen Fortschrittspartei. Die Amicale wurde in vier Sektionen gegliedert: Neben dem vom Dramatiker Mahamane Dan Dobi geleiteten Theaterensemble gab es ein Orchester unter der Direktion von Kélétigui Mariko sowie eine Fußball- und eine Basketballmannschaft, die beide von Idrissa Arouna angeführt wurden. Die Fußball-Sektion gewann 1962 den Niger Cup in der höchsten nationalen Spielklasse, wurde jedoch bald danach aufgelöst. Die Begründung dafür war der hohe Anteil an Spielern aus Senegal, Dahomey und Togo, die wie Niger 1960 zu unabhängigen Staaten geworden waren.
Die Männer und Frauen des Theaterensembles spielten französischsprachige Stücke. Sie brachten Werke nigrischer Autoren wie La chèvre und Kabrin Kabra von Mahamane Dan Dobi sowie La force du lait und Soni Ali Ber von Boubou Hama auf die Bühne. In den Nationalsprachen wurde gelegentlich improvisiert. Wenn auch grundsätzlich westlich geprägt, gab es in der Aufführungspraxis weitere nigrische Einflüsse, etwa wenn Vorführungen von Griots, Algaita-Spielern oder Wodaabe-Tänzern begleitet wurden. Die Amicale de Niamey galt zu ihrer Zeit als national bedeutendstes Theaterensemble und orientierte sich für neue Produktionen an ihrem Sitz in Niamey oft an staatlichen und religiösen Feiertagen. Gespielt wurde auch in anderen großen Städten des Landes wie Zinder, Maradi, Dosso, Gaya und Tillabéri. Größere Gastspielreisen brachten die Amicale in den 1950er Jahren in andere Gebiete Französisch-Westafrikas, darunter in dessen Hauptstadt Dakar, und in den 1960er Jahren nach Paris, Turin und Mailand.
Durch den Militärputsch von 1974, der den Obersten Militärrat an die Macht brachte, wurden auch die kulturellen Organisationen Nigers völlig neu geordnet. Dies bedeutete das Ende der Amicale de Niamey.